# Diga di Ömerli
La diga d'Ömerli è una diga della Turchia. Si trova nella provincia di İstanbul.

## Fonti
- (TR) Diga di Omerli sul sito dell'agenzia turca delle opere idrauliche, su www2.dsi.gov.tr. URL consultato l'8 agosto 2011 (archiviato dall'url originale il 4 marzo 2016).